# Fantastic Four

Logo Fantastic Four.

Fantastic Four (česky také překládáno jako Fantastická čtyřka) je fiktivní tým superhrdinů z komiksových příběhů vydávaných nakladatelstvím Marvel Comics. Poprvé se tým objevil v The Fantastic Four #1 z listopadu 1961. Jeho autorem je tvůrčí duo Stan Lee a Jack Kirby. V době vydání se jednalo o první superhrdinský tým s vlastním komiksovým sešitem u Marvel Comics.
Klasickými členy týmu jsou čtyři vědci, kteří získali své schopnosti, když byli při vědecké misi ve vesmíru vystaveni vysoké dávce kosmického záření, jsou jimi: Reed Richards (Mister Fantastic), Susan Storm (Invisible Woman), Johnny Storm (Human Torch) a Ben Grimm (Thing).

## Vydání
Listopadové uvedení sešitu The Fantastic Four #1 v roce 1961 se stalo nečekaným úspěchem. Scenárista Stan Lee dokonce díky tomuto úspěchu zůstal u komiksového průmyslu, který chtěl v oné době opustit. V čísle 4 byl do Marvel vesmíru znovu uveden Namor the Sub-Mariner, antihrdina, jehož příběhy byly vydávány již za časů Timely Comics a poté zastaveny. V čísle 5 z července 1962 byl uveden nejznámější nepřítel Fantastic Four – Doctor Doom. Tato první čísla byla vydávána dvouměsíčně. Od čísla 16 z července 1963 byl název změněn jen na Fantastic Four.
Série přivedla i mnoho nových pojmů a postav do Marvel vesmíru – například Inhumans (#45, rok 1965), Black Panther (#52, rok 1966), rasy Kree (#65, rok 1967) a Skrull (#2, rok 1962), Adam Warlock (#66, rok 1967) a nebo Galactus (v "Galactus Trilogy", #48-#50, rok 1966) a jeho herold Silver Surfer. Z pojmů pak například Negativní zóna – vesmír z antihmoty (#51, rok 1966).
Také byly vydávány Fantastic Four Annual, které byly místem pro významné eventy. Ve Fantastic Four Annual #3 z roku 1965 se Reed Richards oženil se Sue Storm. Původní Human Torch byl znovu uveden ve Fantastic Four Annual #4, kde se střetl s Johnny Stormem. Syn Reeda a Sue – Franklin Richards byl představen ve Fantastic Four Annual #6 (rok 1968), ve stejném příběhu se uvedl i padouch Annihilus.
Od roku 1970 je Fantastic Four ochrannou známkou Marvel Comics.
Po čísle 102 sérii opustil Jack Kirby. Od té doby na sérii pracovalo mnoho autorů jako: Roy Thomas, Gerry Conway a Marv Wolfman (scenáristé) a John Romita Sr., John Buscema, Rich Buckler a George Pérez (kreslíři). Od roku 1974 byla také vydávána série Giant-Size Fantastic Four, která byla zrušena číslem šest v roce 1975. Roku 1980 Bill Mantlo napsal crossover se Spider-Manem v The Spectacular Spider-Man #42. V téže době se k projektu přidal John Byrne. Byrne poté přidal do příběhů řadu těžkých momentů, jako potrat u Sue Storm, nebo opuštění týmu Benem Grimmem (Thing). Toho poté nahradila She-Hulk. Poté sérii psali Roger Stern, Tom DeFalco, Roy Thomas a Steve Englehart. Englehart provedl rozsáhlé změny, vyměnil Reeda a Sue za Sharon Ventura a Crystal. I přes nárůst čtenářů byl vedením Marvel nucen vrátit Reeda a Sue, s čím nesouhlasil a tento příběh napsal pod pseudonymem. Celá série byla zastavena #416 v září 1996 a ihned restartována pod názvem Fantastic Four, vol. 2 #1 (listopad 1996) pro crossover "Heroes Reborn". Po crossoveru byla série znovu restartována číslem Fantastic Four, vol. 3 #1 v lednu 1998. Tuto sérii tvořili Scott Lobdell a Alan Davis, ty brzy nahradili Chris Claremont a Salvador Larroca. V červnu 2001 bylo navráceno původní číslování z první série. V září 2003 série dosáhla 500. čísla. V této době na sérii pracovali Karl Kesel, Jeph Loeb, Mark Waid a J. Michael Straczynski.
Po událostech z crossoveru "Civil War" byli Reed a Sue nahrazeni postavami Black Panther a Storm. Roku 2009 byla vydána minisérie Dark Reign: Fantastic Four (autoři: Jonathan Hickman a Sean Chen). V lednu 2011 v čísle 587 zemřel Johnny Storm a série byla zastavena v následujícím čísle 588. V březnu 2011 byla restartována pod názvem FF, kdy tým převzal nové jméno Future Foundation a osvojil si černo-bílé kostýmy místo klasických modro-bílých. Autory této série byli Jonathan Hickman a Steve Epting. V listopadu 2011 bylo vydáno speciální jubilejní číslo Fantastic Four #600, ve kterém se vrátil Johnny Storm. Znovu tak začalo vydávání série Fantastic Four, kdy FF byla vydávána jako samostatná série. Také bylo vydáno číslo Fantastic Four: Season One, kde je moderně zpracován počátek týmu.
Po restartu Marvel vesmíru v Marvel NOW! byla série opět zastavena (číslem 611). V listopadu 2012 začala být znovu vydávána s autory Matt Fraction a Mark Bagley. V únoru 2014 byla série znovu restartována a začala být vydávaná již v pořadí pátá. Jejími autory se stali James Robinson a Leonard Kirk. V roce 2015 James Robinson pokračoval při přečíslování série a návratu k číslování z první série (čísla 642 až 645). V říjnu 2018 byla po tříleté přestávce vydána nová, tentokrát již šestá, série. Tu psal Dan Slott a nejdříve kreslila Sara Pichelli. Poslední dvě čísla (47 a 48) napsal David Pepose. V roce 2022 navázali sedmou sérií autor Ryan North a kreslíři Iban Coello a Ivan Fiorelli.

### Hlavní série
- Fantastic Four vol. 1 (1961–1996) – 416 čísel + 27 annuels.
- Fantastic Four vol. 2 (1996–1997) – 13 čísel.
- Fantastic Four vol. 3 (1998–2003) – 70 čísel.
- Fantastic Four vol. 1 - pokračování (2003-2011) – 89 čísel.
- FF – (2011) – 11 čísel.
- Fantastic Four vol. 1 - pokračování č. 2 (2012) – 13 čísel.
- Fantastic Four vol. 4 (2013–2014) – 17 čísel.
- Fantastic Four vol. 5 (2014–2015) – 14 čísel.
- Fantastic Four vol. 1 - pokračování č. 3 (2015) – 4 čísla.
- Fantastic Four vol. 6 (2018–2022) – 48 čísel.
- Fantastic Four vol. 7 (2022–...) – aktuální.

### Spin-offy
- Giant-Size Fantastic Four
- Fantastic Four Unlimited
- Fantastic Four Unplugged
- Fantastic Force
- Marvel Knights 4
- Fantastic Four 2099
- Ultimate Fantastic Four

## Fiktivní biografie postav

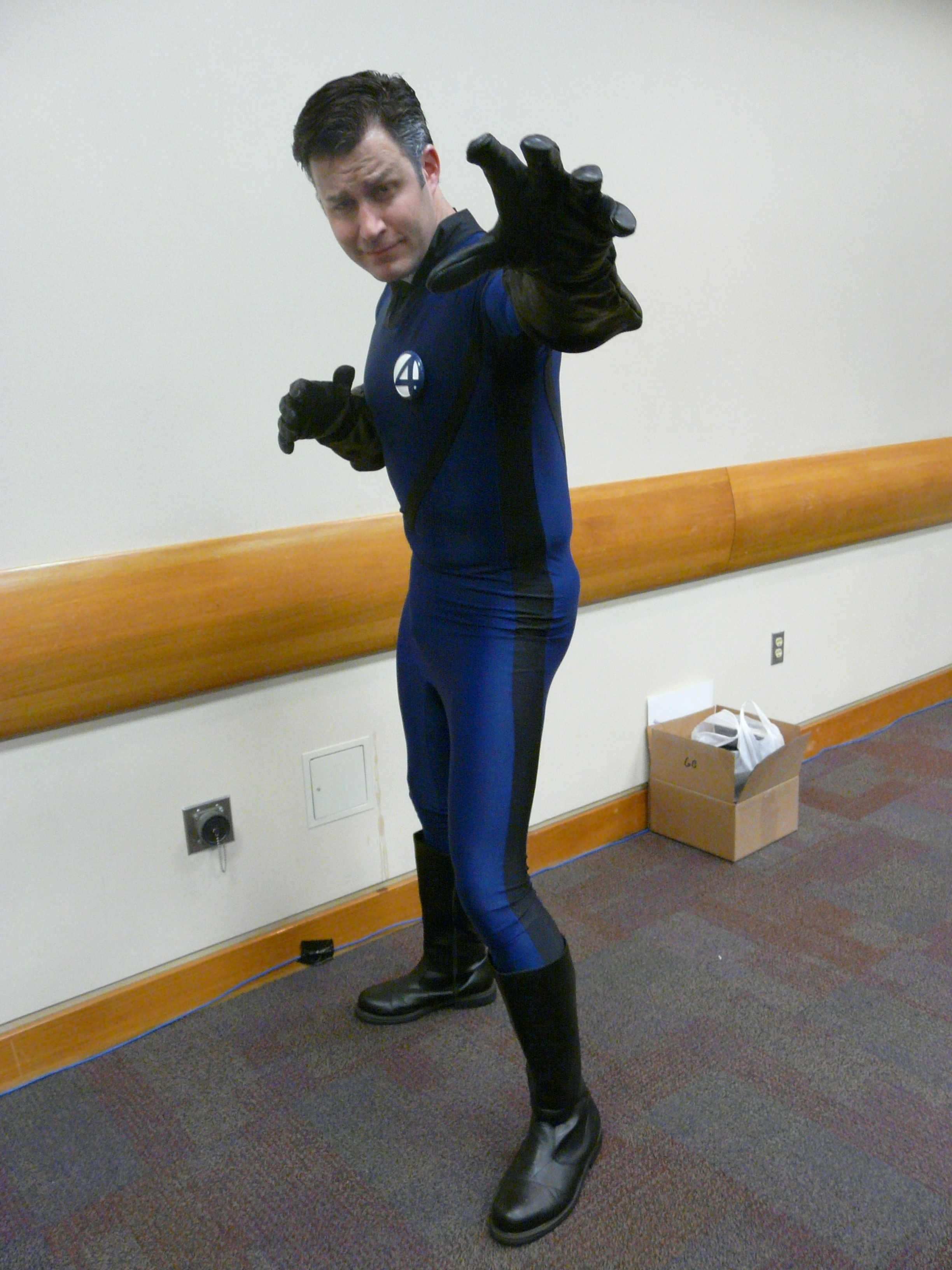
Cosplay Mister Fantastic.

Členové týmu Fantastic Four získali své schopnosti během vědecké mise, při které byli v experimentální raketě, při cestě vesmírem, ozářeni vysokou dávkou kosmického záření. Cílem mise byl Mars, avšak vesmírná bouře poškodila raketu, která dopadla zpět na Zemi. Po přistání čtveřice tvořící posádku zjistila, že získali zvláštní schopnosti, které se rozhodli používat pro dobro lidstva. Nikdy se nepokusili své identity skrývat, naopak se těšili z vysoké masové podpory a slávy.
Základními členy jsou:
- Reed Richards (Mister Fantastic), vědec a génius. Získal schopnost natahovat, kroutit a napínat své tělo do nelidských tvarů a délek. Je velitelem týmu a pragmatickým stratégem, nese v sobě vinu za neúspěch mise a především přeměnu Bena Grimma.
- Susan Storm (Invisible Woman), vědkyně a přítelkyně (posléze i manželka) Reeda Richardse. Získala schopnost ohýbat a manipulovat se světlem, aby se tím dokázala zneviditelnit. Později se její schopnost vyvinula i možnost tvorby energetických štítů.
- Johnny Storm (Human Torch), mladší bratr Susan Storm, v době nehody mu bylo šestnáct let. Získal schopnost ovládat oheň, který vychází z jeho těla, současně také dokáže létat. Jako typický dospívající byl neomalený a vzpurný. Zemřel v příběhu z roku 2011, než byl navrácen v jednom z nových restartů série.
- Ben Grimm (Thing), Richardsův spolubydlící z univerzity a nejlepší přítel. Byl přeměněn v humanoida z oranžového materiálu podobnému skále. Získal nadlidskou sílu a odolnost. Se svou proměnou se nikdy nedokázal vyrovnat, proto je plný hněvu a sebelítosti.

Jejich základnami jsou Baxter Building, Four Freedoms Plaza a Pier 4, všechny na Manhattanu, New York.

## Česká vydání
V České republice vydává komiksové knihy Fantastic Four nakladatelství CREW a Hachette Fascicoli.
- 2011 – Ultimate Fantastic Four: Zrod, (autoři: Brian M. Bendis a Mark Millar: Ultimate Fantastic Four 1: The Fantastic (#1–6), 2004).
- 2012 – Ultimate Spider-Man a spol. 1–3 (Ultimate Fantastic Four: Doom (1. až 6. část), autoři: Warren Ellis a Stuart Immonen: Ultimate Fantastic Four #7–12, 2005)
- 2014 – Ultimátní komiksový komplet #25: Fantastic Four - Nemyslitelné, (autoři: Mark Waid, Mike Wieringo a Casey Jones: Fantastic Four vol. 3 #67–70 a Fantastic Four vol. 1 #500–502, 2003).
- 2014 – Ultimátní komiksový komplet #26: Fantastic Four - Rozhodná akce, (autoři: Mark Waid, Mike Wieringo a Howard Porter: Fantastic Four vol. 1 #503–511, 2003–04).
- 2014 – Ultimátní komiksový komplet #46: Fantastic Four - Konec, (autor: Alan Davis: Fantastic Four: The End #1–6, 2007)
- 2015 – Ultimátní komiksový komplet #85: Marvel: Počátky - 60. léta, (autoři: Stan Lee a Jack Kirby: Fantastic Four #1, 1961)
- 2015 – Ultimátní komiksový komplet #88: Fantastic Four - Příchod Galactuse, (autoři: Stan Lee a Jack Kirby: Fantastic Four (vol. 1) #44–51 a Annual #3, 1965–66)
- 2017 – Nejmocnější hrdinové Marvelu #11: Fantastic Four, (autoři: Len Wein, Marv Wolfman, Roger Slifer, George Pérez, Keith Pollard: Fantastic Four (vol. 1) #192–200, 1978)
- 2019 – Nejmocnější hrdinové Marvelu #66: Thing, (autoři: Mark Gruenwald, Ralph Macchio, John Byrne a George Pérez: Marvel Two-in-One (vol. 1) #53–58, 1979; + Stan Lee a Jack Kirby: Fantastic Four (vol. 1) #51, 1966)
- 2020 – Nejmocnější hrdinové Marvelu #89: Invisible Woman, (autor: John Byrne: Fantastic Four (vol. 1) #280–284, 1985)

## Film a televize

### Film
- 1994 – The Fantastic Four – nevydaný film, režie Oley Sassone, v hlavních rolích Alex Hyde-White, Jay Underwood, Rebecca Staab a Michael Bailey Smith
- 2005 – Fantastická čtyřka – režie Tim Story, v hlavních rolích Ioan Gruffudd, Chris Evans, Jessica Alba a Michael Chiklis
- 2007 – Fantastická čtyřka a Silver Surfer – režie Tim Story, v hlavních rolích Ioan Gruffudd, Chris Evans, Jessica Alba a Michael Chiklis
- 2015 – Fantastická čtyřka – režie Josh Trank, v hlavních rolích Miles Teller, Michael B. Jordan, Kate Mara a Jamie Bell
- 2025 – Fantastická 4: První kroky – režie Matt Shakman, v hlavních rolích Pedro Pascal, Joseph Quin, Vanessa Kirby a Ebon Moss-Bachrach

### Animované filmy a seriály
- 1967-70 – Fantastic Four – americký animovaný seriál o dvaceti epizodách.
- 1978 – Fantastic Four – americký animovaný seriál o třinácti epizodách.
- 1994-96 – Fantastic Four – americký animovaný seriál o dvaceti šesti epizodách.
- 2006-10 – Fantastic Four: World's Greatest Heroes – americký animovaný seriál o dvaceti šesti epizodách.